# 17563 Tsuneyoshi
17563 Tsuneyoshi este un asteroid din centura principală de asteroizi.

## Descriere
17563 Tsuneyoshi este un asteroid din centura principală de asteroizi. A fost descoperit pe 5 februarie 1994 la Yatsugatake de Yoshio Kushida și Osamu Muramatsu. Asteroidul prezintă o orbită caracterizată de o semiaxă mare de 2,67 ua, o excentricitate de 0,22 și o înclinație de 10,3° în raport cu ecliptica.